# Olimpia Cavalli
Olimpia Cavalli (Cadeo, 30 augustus 1930 - Rome, 29 maart 2012) was een Italiaanse actrice. Ze speelde onder andere Calamity Jane in Due mafiosi nel Far West (internationaal bekend onder Two Gangsters in the Wild West). Ze was de moeder van de acteur Claudio Del Falco.

## Filmografie
- La cambiale (1959)
- Morte di un amico (1959)
- Noi siamo due evasi (1959)
- Totò a Parigi (1960)
- I baccanali di Tiberio (1960)
- Tu che ne dici? (1960)
- Il mantenuto (1961)
- I due marescialli (1961)
- Vanina Vanini (1961)
- La viaccia (1961)
- Il Gattopardo (1963)
- 8½ (1963, niet op de aftiteling)
- Gli attendenti (1964)
- Due mafiosi nel Far West (1964)
- Il giovedì (1964)
- Che fine ha fatto Totò Baby? (1964)
- Letti sbagliati (1965)
- Salome '73 (1965)